# Chandra Cheeseborough
Chandra Danette Cheeseborough-Shellman, ameriška atletinja, * 10. januar 1959, Jacksonville, Florida, ZDA.
Nastopila je na poletnih olimpijskih igrah v letih 1976 in 1984, ko je osvojila naslova olimpijske prvakinje v štafetah 4×100 m in 4×400 m ter srebrno medaljo v teku na 400 m, leta 1976 je dosegla šesto mesto v teku na 100 m in sedmo v štafeti 4x100 m.